# Seerhein

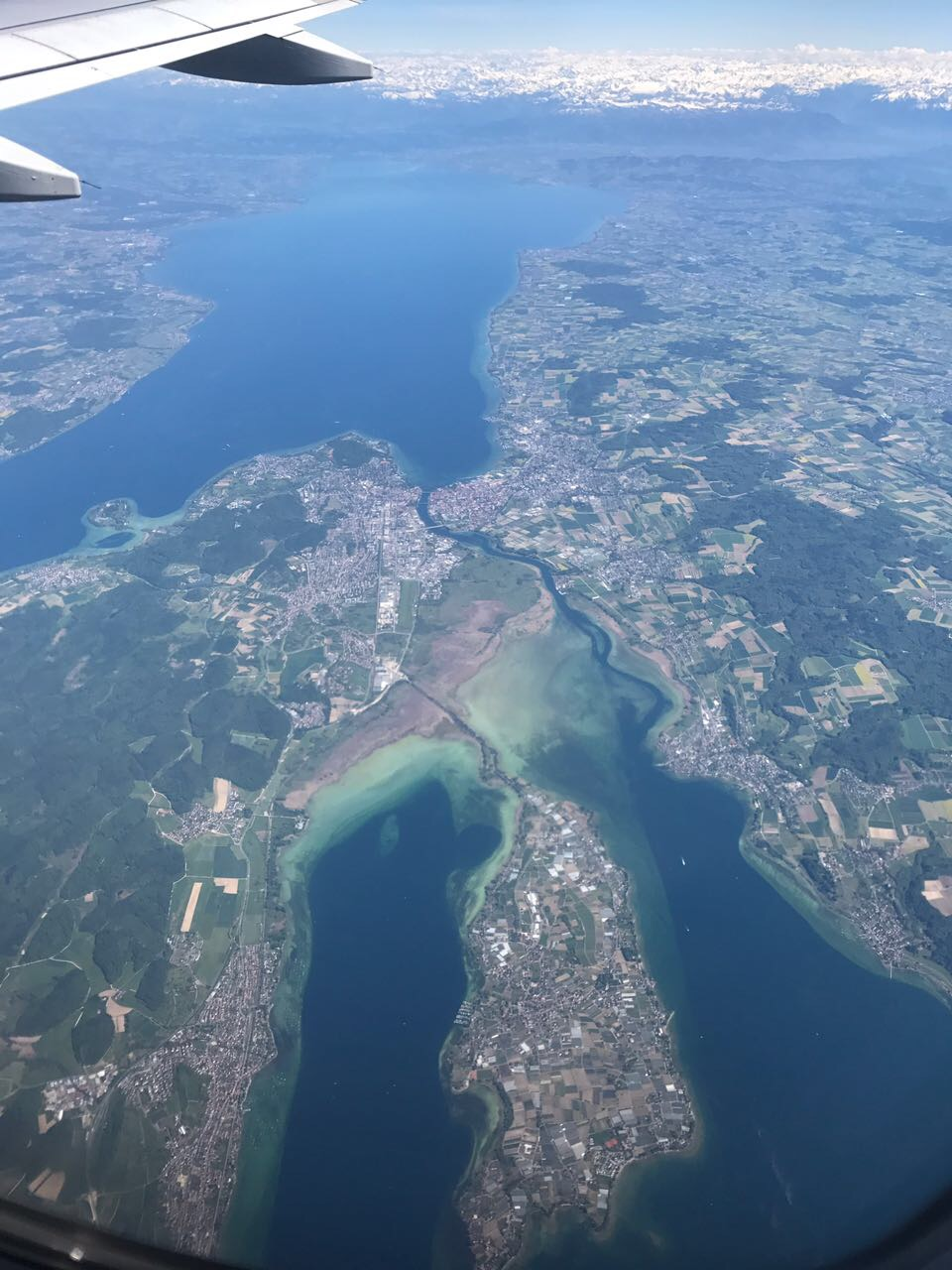
In Bildmitte der Seerhein, vorne die Insel Reichenau im Untersee – Blickrichtung nach Südost

Der Seerhein ist ein etwa vier Kilometer langer, im Bodenseebecken liegender Abschnitt des Flusses Rhein. Er ist der Abfluss des Obersees und Hauptzufluss des Untersees. Der Unterschied zwischen den Wasserspiegeln beider Seen beträgt im langjährigen Mittel der Jahresmittel genau 20 cm, in den langjährigen Mitteln der Monatsmittel zwischen 16 und 27 cm.
Durch die Mitte des Seerheins verläuft teilweise die Grenze zwischen Deutschland und der Schweiz, größte Gemeinde an seinem Ufer ist Konstanz. Sein östlichster Punkt markiert zugleich den Beginn (km 0,0) der Rheinkilometrierung.

## Lage

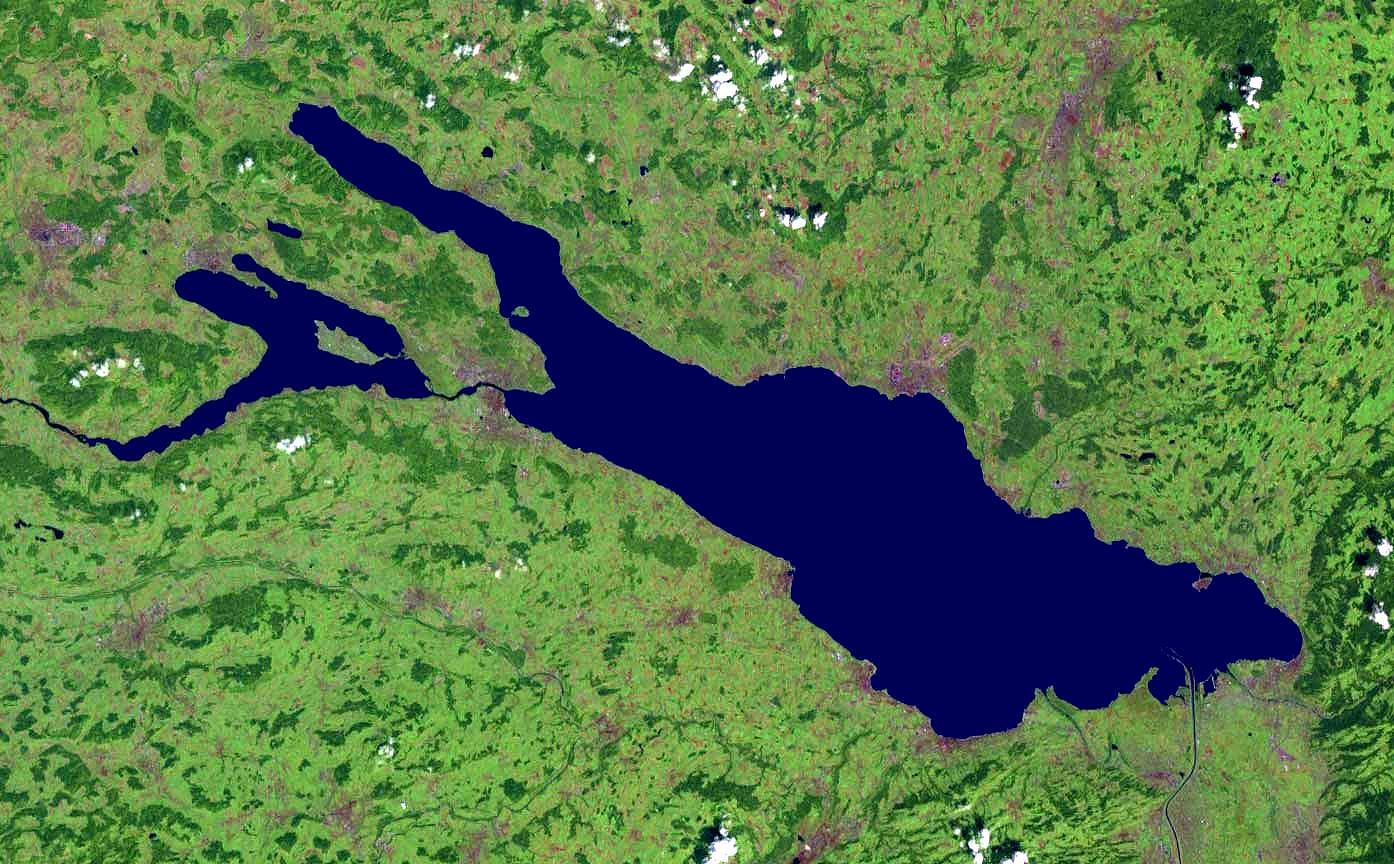
Satellitenbild des Bodenseebeckens. Zwischen dem größeren Obersee und dem kleineren Untersee ist der Seerhein zu erkennen.

### Verlauf
Der Seerhein erstreckt sich über eine Länge von 4,3 km von der Alten Konstanzer Rheinbrücke im Osten bis zur Insel Triboldingerbohl im Westen. Schmale Nebenmündungsarme verlaufen zwischen dieser Insel, der Insel Mittler oder Langbohl sowie dem Wollmatinger Ried. Im Konstanzer Stadtgebiet ist das Ufer befestigt und wird teilweise als Bootsanlegestelle genutzt.
Der Seerhein ist zwischen 100 und 500 Meter breit und zwischen 7 und 25 Meter tief. Etwa auf halber Strecke weist er eine kleine, nicht näher bezeichnete seeartige Verbreiterung und Untiefe auf. Dem Seerhein fließen ein paar kleine Bäche zu, insbesondere von links der Saubach (Grenzbach) an der westlichen Stadtgrenze von Konstanz und der Dorfbach bei Gottlieben.

### Grenze Deutschland – Schweiz

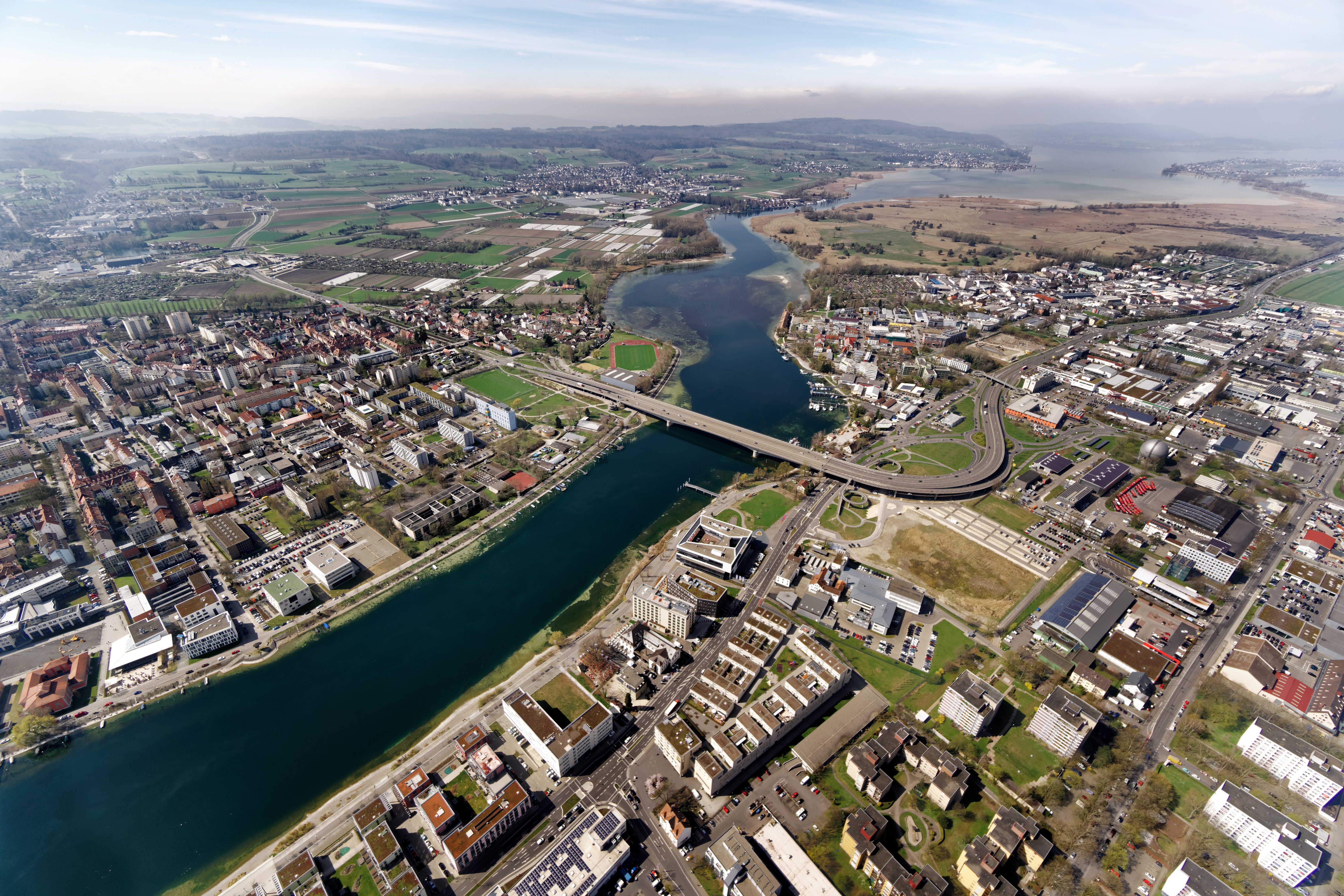
Seerhein vom Paradies (unten links) zum Wollmatinger Ried (oben rechts) mit der Schänzlebrücke

Der Großteil des Flusses, darunter das gesamte Nordufer und der östliche Teil des Südufers, liegt auf deutschem Territorium. Auf den westlichen zwei Kilometern verläuft in der Mitte des Flusses die Grenze zwischen Deutschland und der Schweiz. Mit ihrer Gemarkung stoßen auf Schweizer Seite die Gemeinden Tägerwilen und Gottlieben an den Seerhein an, auf deutscher Seite die Gemeinden Konstanz und Reichenau. Moorig-sumpfig und mit Schilfrohr bewachsen sind das westliche Nordufer (Wollmatinger Ried) und das Schweizer Ufer westlich von Gottlieben (Riet). Durch ihre Größe und Ungestörtheit sind diese Riedgebiete von großer Bedeutung. In der vom Seerhein durchflossenen Niederung liegt zudem die schweizerische Stadt Kreuzlingen, die mit Konstanz eine Agglomeration von über 100.000 Einwohnern bildet.

### Südufer

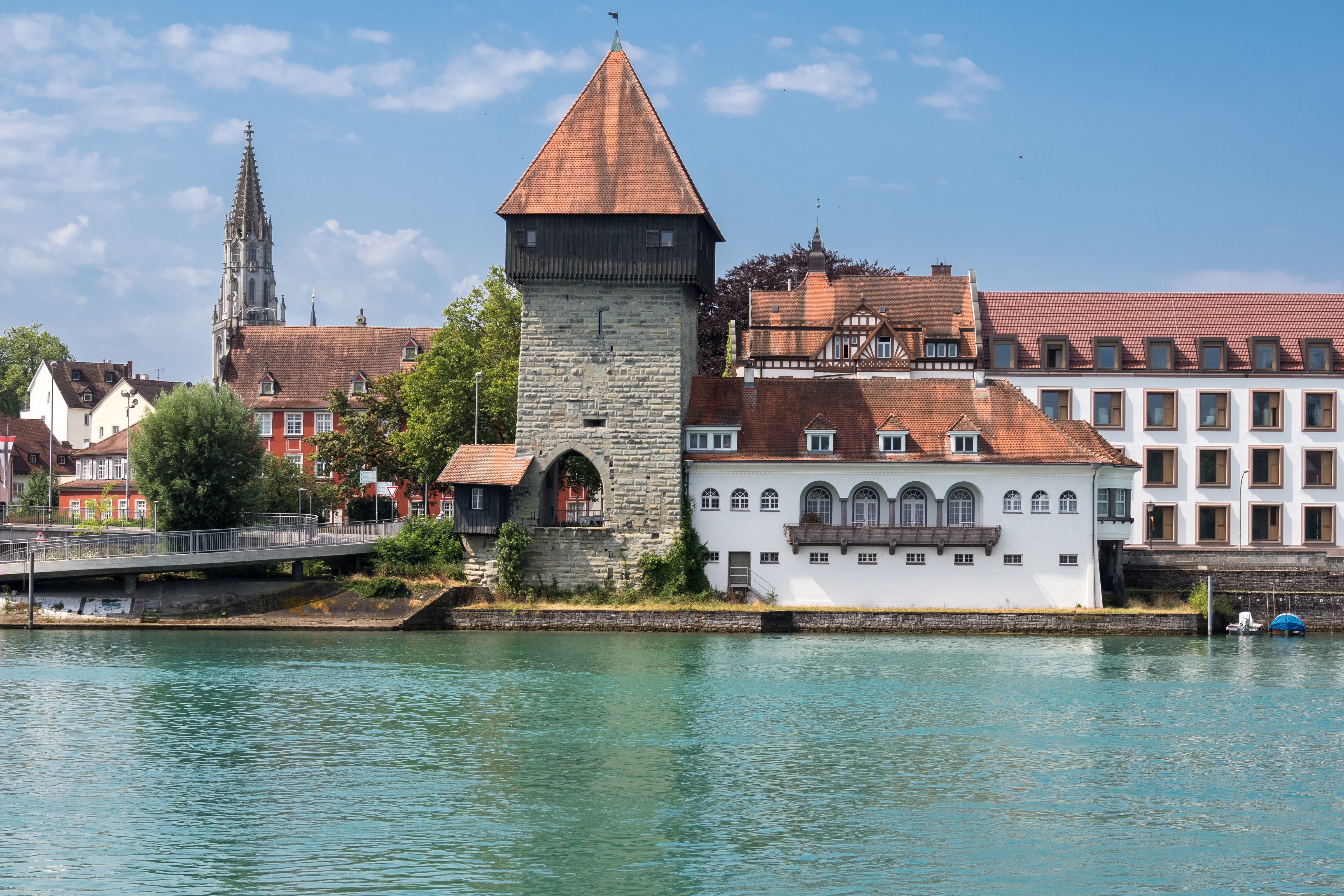
Vom Konstanzer Rheintorturm spannte sich früher die Konstanzer Rheinbrücke über den Rhein

Am Südufer liegen die Konstanzer Altstadt und der Ortskern des ehemaligen Konstanzer Dorfes Paradies; zwischen den beiden erstreckt sich dicht bebautes Siedlungsgebiet des 19. und 20. Jahrhunderts. Es folgen das auf schweizerischem Hoheitsgebiet (Gemeinde Tägerwilen) liegende Tägermoos, in dessen Verwaltung Konstanz eingebunden ist, und Gottlieben. Im Tägermoos ist das Ufer unbefestigt und weist zwei Badeplätze auf, das Konstanzer Kuhhorn im Tägermoos sowie das Tägerwiler Bad. Entlang des Seerheins führt ein naturbelassener Spazierweg vom Ziegelhof im Tägermoos nach Gottlieben. Zwischen Ziegelhof und Schwimmbad wird er durch eine Pappelallee gesäumt. Baugeschichtliche Sehenswürdigkeiten am Südufer sind vor allem die Reste der Konstanzer Stadtbefestigung (Rheintorturm und Pulverturm) und das Schloss Gottlieben.

### Nordufer

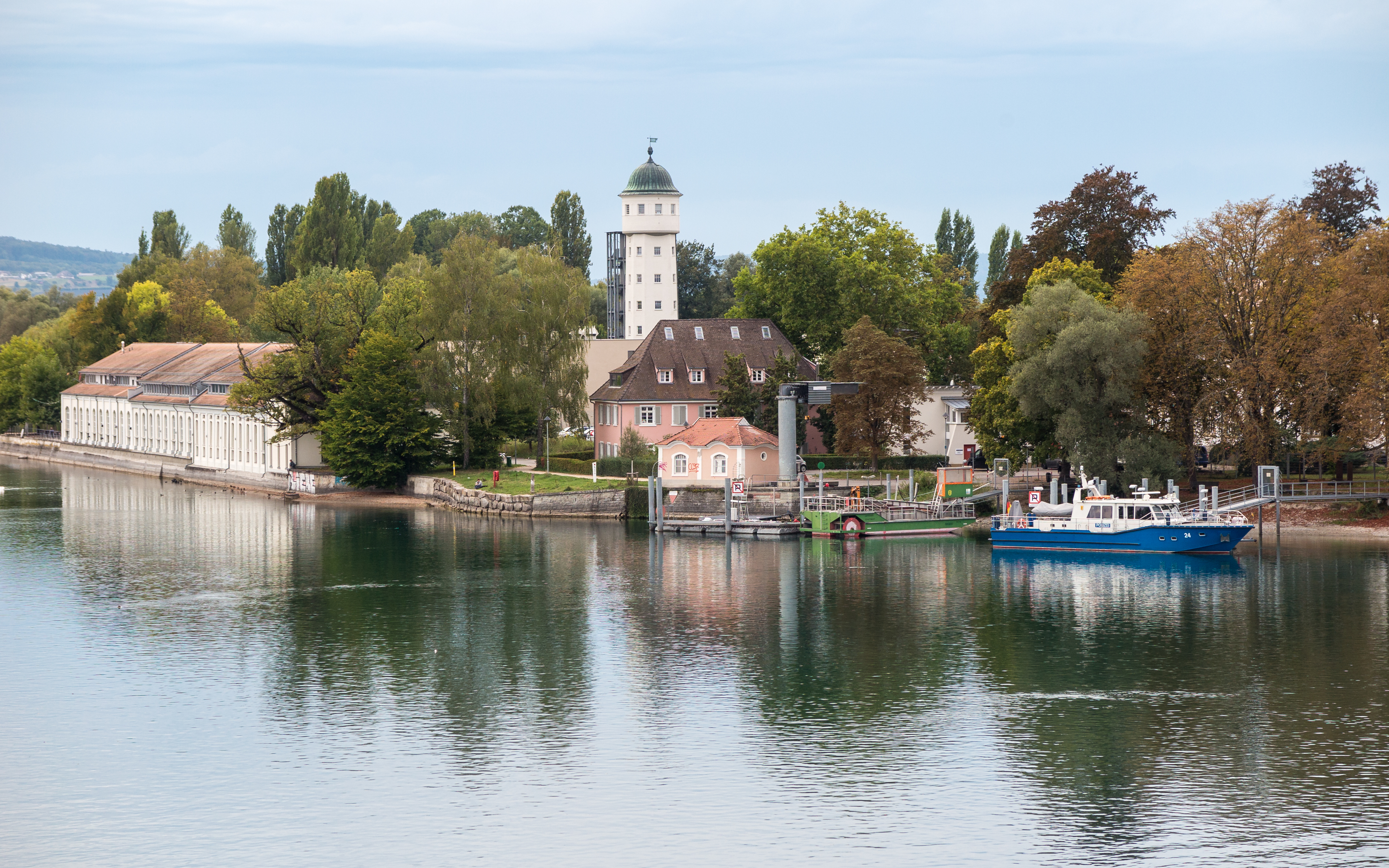
Konstanz: Seerhein, Bleiche, Wasserturm und Station der Wasserschutzpolizei

Am Nordufer des Seerheins liegen die Konstanzer Stadtteile Petershausen-West und Industriegebiet-Stromeyersdorf. Die Flur „Zugwiesen“ gegenüber Gottlieben gehört zur Gemeinde Reichenau.
Das Konstanzer Nordufer erlebte in den letzten Jahren eine rege Bautätigkeit. Industrieareale wurden abgetragen und durch Wohnanlagen ersetzt, das Ufer durchgängig zugänglich gemacht und parkartig gestaltet. Ebenfalls am Nordufer liegt das innerstädtische Rheinstrandbad.
Baugeschichtliche Sehenswürdigkeiten am Nordufer sind vor allem das ehemalige Kloster Petershausen und die ehemaligen Fabrikanlagen im Stromeyersdorf.

### Konstanzer Niederung / Seetal
Der Seerhein durchströmt eine talartige Niederung, für die die Bezeichnungen Konstanzer Niederung und Seetal existieren. Diese Niederung wird im Süden vom Seerücken und im Norden vom Hügelland des Bodanrück begrenzt.
Die Bezeichnung Konstanzer Niederung wurde von Benzing im Rahmen seines Beitrags zur naturräumlichen Gliederung Deutschlands verwendet, der die „Konstanzer Niederung“ als naturräumliche Untereinheit auswarf.
Die Niederung wird auf Schweizer Seite „Seetal“ genannt. Der Name schlägt sich in Bezeichnungen wie Schulzentrum Seetal, Pumpwerk Seetal oder Seetalstrasse nieder (alle Kreuzlingen). Im Rahmen einer nicht rein naturräumlichen geographischen Gliederung der Schweiz ordnete Schilter das Seetal einer sich bis Romanshorn erstreckenden Uferlandschaft zu.

## Verkehr

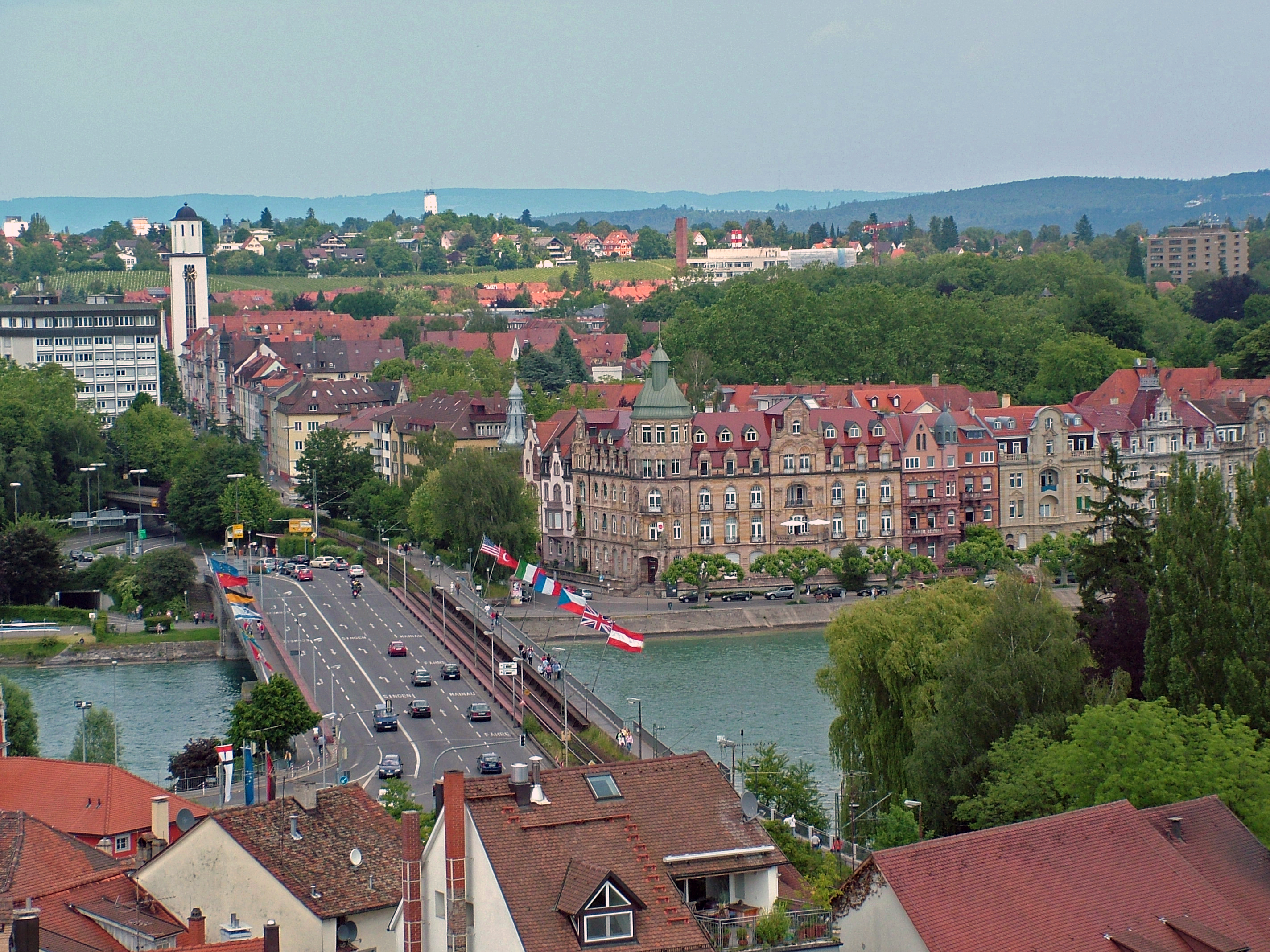
Blick vom Konstanzer Münsterturm auf den Beginn des Seerheins an der alten Konstanzer Rheinbrücke

Der Seerhein ist schiffbar und wird vor allem von den Ausflugsbooten der Schweizerischen Schifffahrtsgesellschaft Untersee und Rhein, Sportbooten und Ruderern genutzt.
Über den Seerhein führen insgesamt drei Brücken, sie liegen alle am oberen Teil des Flusses. Ganz im Osten befindet sich im Bereich einer Engstelle an der Endmoräne (s. u.) die (Alte) Rheinbrücke, die den Grenzpunkt zwischen Obersee und Seerhein darstellt, und deren Vorläufer wohl bis in die Antike zurückreichen. Wenig westlich davon führt seit 1991 die Fahrradbrücke, eine Geh- und Radwegbrücke, über den Fluss. Am Westrand von Konstanz überquert die vierspurige, als Autobahnbrücke geplante Schänzlebrücke (auch „neue Rheinbrücke“) den Seerhein. Sie ist Teil der deutschen Bundesstraße 33, die an der Staatsgrenze in die Schweizer Autobahn A7 übergeht.
Früher existierten mehrere Personenfähren, so vom Pulverturm zum gegenüberliegenden Ufer (bis zur Fertigstellung der Fahrradbrücke 1991) sowie zeitweise zwischen dem Paradies und Stromeyersdorf.
An der Alten Rheinbrücke in Konstanz beginnt die im Rahmen der aufkommenden Industrieschifffahrt im 19. Jahrhundert eingeführte Rheinkilometrierung mit dem Rheinkilometer Null.

### Schiffländen
Orte mit Schifflände der Personenschifffahrt:
| Name                         | Lage                                                 | Land | ⊙                                          | Ansicht | Aussicht |
| ---------------------------- | ---------------------------------------------------- | ---- | ------------------------------------------ | ------- | -------- |
| Konstanz BodenseeForum (See) | Konstanz: vor der Schänzlebrücke, beim Bodenseeforum | D    |                                            |         |          |
| Gottlieben (Schifflände)     | Gottlieben, Thurgau                                  | CH   | !509.1347415547.6647835 47.664783 9.134741 | 2012    | 2018     |

## Geschichte

### Paläogeographische Entwicklung
Die gesamte Landschaft des Seerheins und seiner Umgebung liegt im Bereich des Molassebeckens, das sich bis zum Obermiozän während etwa 30 Millionen Jahren gebildet hatte. In den nachfolgenden 7 Millionen Jahren bis heute wird – im Gegensatz zur Zeit der Molasseaufschüttung – die Sedimentation von der Erosion übertroffen. Während dieser Zeit entstand das heutige Landschaftsbild. Die pliozäne und pleistozäne Erosion erfolgte zuerst durch die Aare-Donau, später vor allem durch den Hochrhein. Durch Flüsse und Gletscher entstanden Furchen und Becken.
Die paläogeographische Entwicklung des Seerheins ist eng mit derjenigen der von ihm durchströmten Niederung verbunden. Diese ist durch den früheren Hochrhein und die Rheingletscher vorgeprägt und durch verschiedene Seeablagerungen verfüllt. Das gesamte Bodenseebecken ist geprägt durch den Wechsel von weiten Becken, engen Quertälern und Berglandschaften. Die den Seerhein umgebende Niederung ist größtenteils Verlandungsebene und eine der Beckenlandschaften, die Nachbarn Bodanrück und Seerücken sind (glazial überformte) Molasse-Bergländer. Eine entscheidende Vorprägung der heutigen Seerhein- und Bodenseelandschaft fand mit der Umlenkung des Alpenrheins von der Donau zur Aare vor der Günz-Kaltzeit statt. Auf der Linie Bodensee-Seerhein-Hochrhein erfolgte eine verstärkte Tiefenerosion, während der Vorstöße der Rheingletscher wurde das heutige Bodenseebecken vorbereitet.

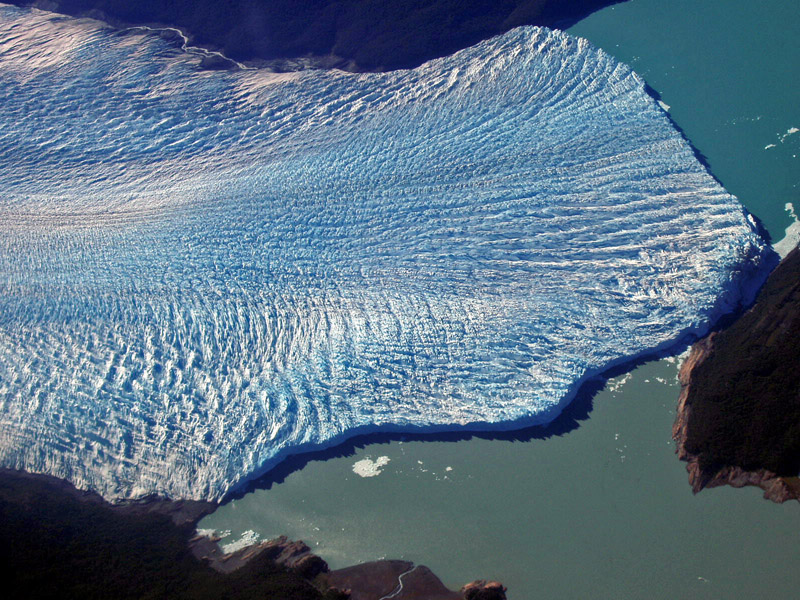
Gletscher mit Eisstausee (Moreno-Gletscher, Argentinien)

Der Rückzug des letzten Rheingletschers (Würmkaltzeit) erfolgte in verschiedenen Abschmelz- und Stillstandsphasen, die in neun Stadien eingeteilt sind. Mit dem Stillstand des Eisrandes bei Konstanz beginnt das letzte Stadium 9 (Konstanzer Stadium). Der Eisrand des östlich gelegenen Gletschers zog sich vom Überlinger See über die Ostspitze des Bodanrück durch Konstanz und Kreuzlingen zum Nordrand des Seerücken. Im Bereich des heutigen Seerheinbeckens und westlich davon hatte sich mit Beginn des Konstanzer Stadiums ein Eisstausee gebildet, in dem umfangreiche siltig-kalkige, glazilimnische Ablagerungen stattfanden (Beckentone). Diese reichen heute an einigen Stellen am Rand der Niederung bis an die Oberfläche. Entlang des Eisrandes entstand, vermutlich nach dem Verschwinden des Eisstausees, eine Endmoräne, die für den späteren Siedlungsverlauf einige Bedeutung gewann (s. u.). Die Schmelzwässer strömten zuerst aus dem Überlinger-See-Becken durch das entfernt gelegene Stahringer Tal, erst später durch die Allmannsdorfer Schmelzwasserrinne in den Bereich der heutigen Seerheinniederung. Mit dem folgenden Abschmelzen wurden Konstanzer Trichter und Obersee eisfrei.
Nach dem Ende der Würm-Kaltzeit (etwa 9650 v. Chr.) lag der Bodenseespiegel mit etwa 405 m etwa 10 Meter über dem heutigen Stand; danach erfolgte durch die Tiefenerosion des Hochrheins die Absenkung des Sees auf das heutige Niveau (etwa 395 m). Obersee und Untersee waren am Beginn des Holozäns also noch nicht getrennt, der Seerhein noch nicht entstanden. Durch die Absenkung fiel der Seeteil zwischen Obersee und Untersee trocken, der Seerhein entstand als Verbindung zwischen den beiden Seen. Der Verlauf des Seerheins korrespondiert möglicherweise mit der Strömung des Alpenrheins durch den verlandeten Seeteil. Der ehemalige Seestand wird durch das Gebiet der Seeablagerungen (Seekreide, Schnecklisande, Elm, onkolithischer Krümelkalk) angezeigt, dieses Gebiet stimmt in etwa mit dem heutigen Talgrund des Seetals überein. Die Seesedimente haben meist eine Dicke von 0,2 bis 2 Meter, am Seerhein bis zu 13 Meter. Im Westteil der heutigen Niederung entstanden durch die Brandung des Sees quer zur Hauptwindrichtung (Südwest) zahlreiche Strandwälle, die vor allem im Wollmatinger Ried noch gut erhalten sind. Neben den beschriebenen Hauptelementen (Würm-Endmoräne, Eisstausee-Sedimente, Bodenseeablagerungen inklusive der Strandwälle) finden sich im Seerheinbecken pleistozäner Hangschutt und holozäne Auelehm-Schwemmkegel (beides nur am Seerücken).
Der Seerhein ist nach dem Ende der letzten Kaltzeit (Würmkaltzeit, endete etwa 9650 v. Chr.) entstanden, nachdem der Seespiegel um etwa zehn Meter abgesunken war und der See im Bereich der Niederung, die der Seerhein heute durchströmt, trocken fiel. Er weist noch heute stellenweise einen seeartigen Charakter auf.
Die in der Konstanzer Niederung befindlichen Endmoränenstücke bildeten sich entlang des Eisrands des Konstanzer Stadiums (s. o.). Im Bereich der Konstanzer Altstadt befindet sich eine von Bodenseeablagerungen umgebene Moräne. Das sich in Kreuzlingen befindende Stück ist hingegen überwiegend von pleistozänem Hangschutt umgeben. Die von diesen Moränenstücken aus gesehen weiter nordöstlich und südöstlich gelegenen Endmoränenzüge des Konstanzer Stadiums liegen bereits im Bereich von Bodanrück und Seerücken. Die fehlenden Endmoränenstücke wurden vermutlich Opfer der Erosion durch Schmelzwässer und Seewasserbewegungen oder haben aufgrund der Wasserbewegungen nie bestanden.
Im Gegensatz zur übrigen, ursprünglich eher nassen bis sumpfigen Beckensohle waren die in der Niederung liegenden Moränen besser für die Besiedlung geeignet.

### Besiedlung
Das Konstanzer Endmoränenstück ist neben zahlreichen vor- und frühgeschichtlichen Siedlungen auch Ort der römischen Vorgängersiedlung von Konstanz. Auch weite Teile der heutigen Konstanzer Altstadt liegen auf der Endmoräne; die Nord-Süd-Erstreckung der Altstadt ist dem Verlauf des Moränenzugs geschuldet. Der südlichste Konstanzer Altstadtbereich, Stadelhofen, befindet sich hingegen bereits auf ehemaligem Seegrund. Der Kreuzlinger Teil erstreckt sich etwa von der Landesgrenze die Kreuzlinger Hauptstrasse entlang, etwa bis zur Abzweigung der Remisbergstrasse. Alter sowie neuer Standort des Klosters Kreuzlingen liegen im Bereich der Kreuzlinger Endmoräne.
Der Seerhein ist im Kontext von Obersee (Bodensee) und Untersee eine leicht zu überquerende Stelle und erscheint so als gut geeigneter Ort für eine Fähr- oder Brückenverbindung, einen Seehafen und eine Stadtgründung. Der günstigste Ort für die Überwindung des Seerheins war die möglicherweise auf die Endmoräne zurückgehende Engstelle am Beginn des Seerheins. Keltische, römische und alemannische Siedler, das Bistum Konstanz und die Freie Reichsstadt Konstanz versuchten, diese strategische Position auszunutzen.

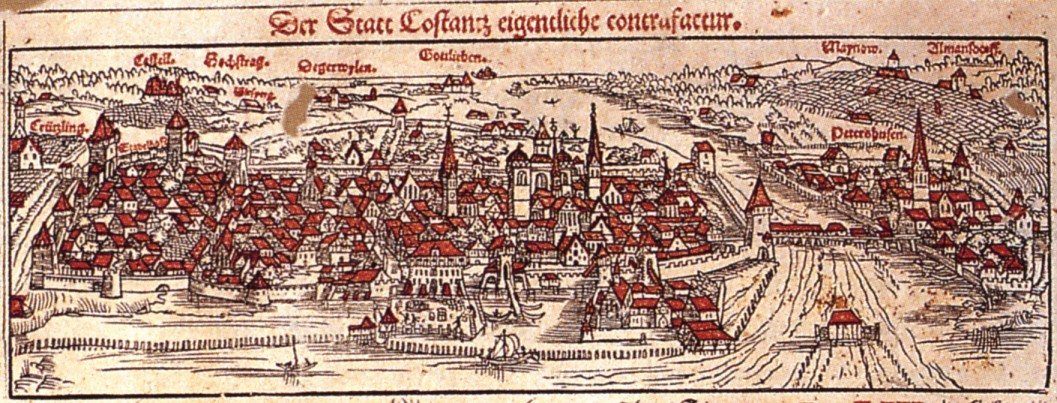
Blick vom See auf das mittelalterliche Konstanz (Holzschnitt von 1553); rechts der Seerhein

Der Seerhein markierte in der Antike über längere Zeiten den nördlichen Grenzbereich des Römischen Reiches. Im Frühmittelalter stellte er die Grenze zwischen den Rechts- und Herrschaftsräumen Thurgau und Hegau sowie die Nordgrenze der Stadt Konstanz dar. Auf dem Nordufer lag die im Jahr 983 als Kloster gegründete, später als Siedlung nach Konstanz eingemeindete Vorstadt Petershausen. Als Gründungsort des Klosters Petershausen wurde das nördliche Seerheinufer gewählt, analog zur Lage des Petersdoms in Rom auf außerstädtischem Flussufer: der Seerhein diente als Entsprechung des Tiber.
Das Stadtufer war im Mittelalter durch eine teilweise im Wasser gelegene Stadtmauer mit mehreren Türmen wehrhaft befestigt und durch eine teilweise in Stein gebaute Brücke mit dem Nordufer verbunden. Auf der Brücke befand sich eine vom Seerhein angetriebene städtische Kornmühle. Das lange Zeit unbefestigte Petershauser Ufer wurde im 19. Jahrhundert für Industrieansiedlungen genutzt.

## Naturereignisse
Als Naturereignisse treten am Seerhein Hochwasser und Seegfrörne auf. Ein besonderes Ereignis war das Wasserwunder von Konstanz.

### Wasserwunder von Konstanz

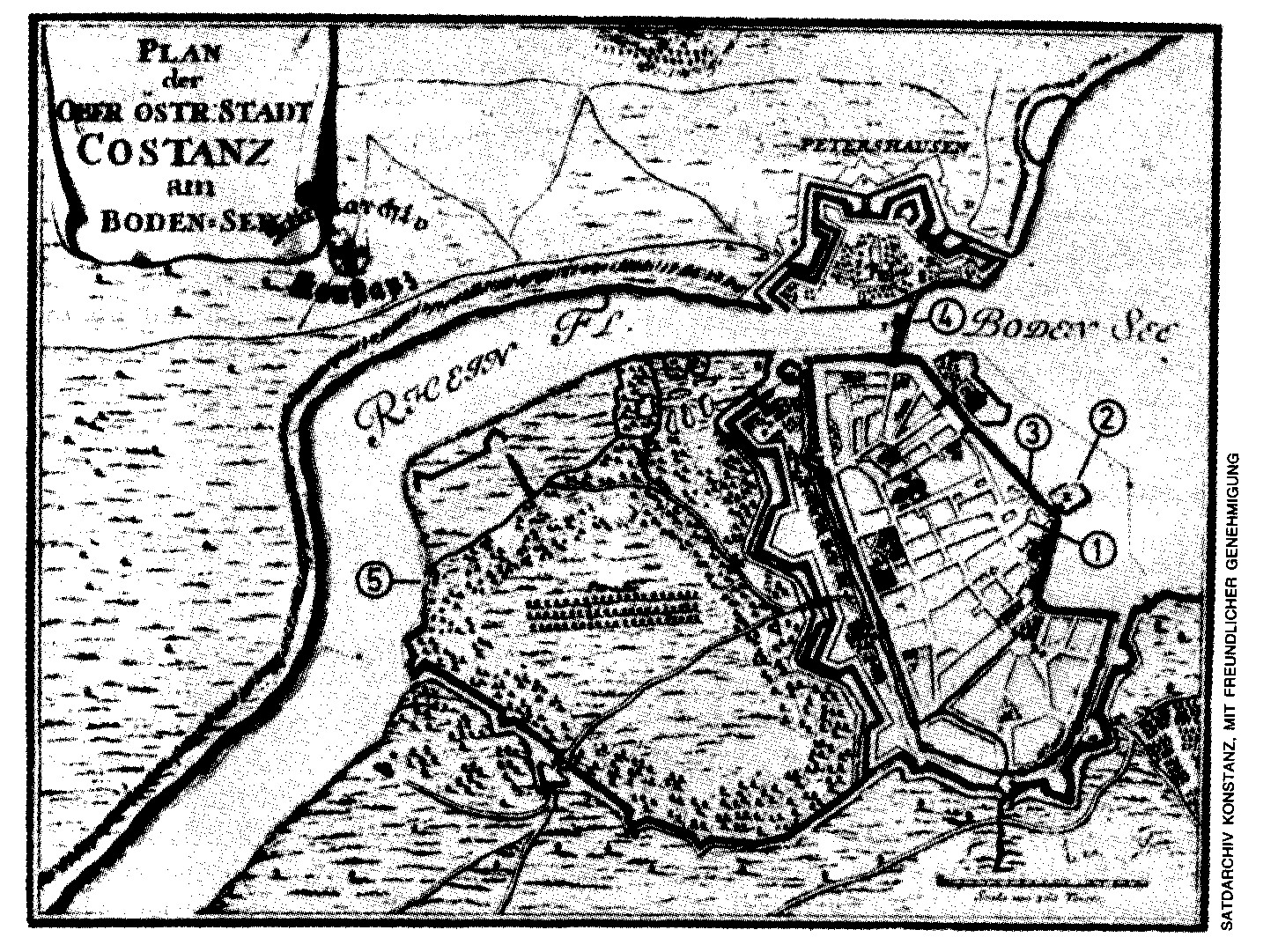
Karte des Seerheins mit Beobachtungsstellen des „Wasserwunders“

Am 23. Februar 1549 soll sich das „Wasserwunder von Konstanz“ ereignet haben: Der Seerhein hob und senkte sich über mehrere Stunden in Abständen von etwa einer Viertelstunde um eine Elle, also mehr als einen halben Meter. Im Untersee meinten Fischer zu beobachten, dass das Wasser des Rheins rückwärts floss. Der Konstanzer Chronist Christoph Schulthaiß berichtete über dieses Ereignis:

„Wunder anloffen des wassers

Uff disen tag … morgens früeh, ist der see an und abgeloffen, wol einer elen hoch, der gestalt, so der see angeloffen, so ist er in der wette [vermutlich eine flache, als Pferdetränke genutzte Uferstelle im Tägermoos] schier bis zu der Spitals Egk heruff gegangen, so er abgeloffen, ist er schier by der stegen an der Vischprugk erwunden, und so er so klain geworden, so ist er bald mit einem ruschen, als ob das gwoll von dem wind (welcher doch nit was) getriben wurd, wider ausgeloffen. Und sölchs ist etwa in einer stund vier oder funf mal geschehen (wie ich selbst gesehen hab). Das hat also bis nach Mittag gewert, aber je speter es worden, je minder er an- und abgeloffen ist. Glicher gstalt ist auch im Rheyn hinab geschehe.“

Heute kann dieses Ereignis wissenschaftlich erklärt werden: Bestimmte Windverhältnisse regten die Eigenschwingung des Ober- und Untersees an. Eine Seiche, d. h. stehende Welle, entstand, bei der der gesamte See als Resonanzkörper wirkte. Am Seerhein, gewissermaßen einem Querschnitt durch die Seemitte, war dieser Effekt besonders gut sichtbar.